# Richard Grelling
Richard Grelling (* 11. Juni 1853 in Berlin; † 14. Januar 1929 ebenda) war ein deutscher Autor und Pazifist.

## Leben
Grelling studierte Rechtswissenschaften, promovierte und ergriff den Beruf eines Rechtsanwalts. Er arbeitete als Journalist und Autor. Unter anderem schrieb er sozialkritische Dramen. Er war ein Anhänger des Naturalismus. Grelling war als Syndikus des Schutzverbandes Deutscher Schriftsteller tätig. Im Jahr 1887 kandidierte er für eine linksliberale Partei für den Reichstag. Er war einer der Mitbegründer der Deutschen Friedensgesellschaft. In dieser Organisation fungierte er als zweiter Vorsitzender. Seit 1903 lebte er in der Nähe von Florenz. Seit dem Kriegseintritt Italiens in den Ersten Weltkrieg 1915 lebte er bis 1920 in der Schweiz.
Grelling veröffentlichte 1915 unter Pseudonym die Schrift „J'accuse! Von einem Deutschen.“ Die These des Buches war, dass der Erste Weltkrieg ein von den Mittelmächten systematisch vorbereiteter Konflikt mit dem Ziel territorialer Eroberungen war. Beide Mächte hätten die Julikrise bewusst genutzt, um einen Krieg auszulösen. Die Behauptungen wurden allerdings nicht wirklich belegt. Seine Schriften waren aber durch ihren leichten Stil gut lesbar. Diese Publikation wurde in zahlreiche Sprachen übersetzt und erlebte außerhalb der Mittelmächte hohe Auflagen.
In Deutschland verhinderte die Zensur eine weite Verbreitung. Dennoch löste das Buch Entrüstung aus. Sein Sohn Kurt Grelling war dabei einer der Hauptkritiker. Es folgte 1917/18 „Das Verbrechen“, das sich ebenfalls mit dem Ersten Weltkrieg beschäftigte. In dem Band beschäftigte Richard Grelling sich auch mit seinen Kritikern und griff vor allem seinen Sohn scharf an.
Grelling arbeitete zeitweise unter anderem für die Frankfurter Zeitung. Während der Weimarer Republik wurden seine Schriften weitgehend boykottiert. Er konnte im Wesentlichen nur noch innerhalb der Friedensbewegung und der dieser nahestehenden linksoppositionellen Gruppen wirken. Grelling kritisierte unter anderem den Versuch der halboffiziellen Zentralstelle für Erforschung der Kriegsursachen, Deutschland von jeder Mitschuld am Kriegsausbruch reinzuwaschen.
Grelling heiratete Margarethe Anna Simon (1862–1934). Das Paar hatte mehrere Kinder, darunter:
- Adelheid Sophie Charlotte (1884–1978) ⚭ Hans Sachs (1877–1945)
- Kurt (1886–1942) ⚭ Margareta Berger (1898–1942)